# Râu de Mori
Râu de Mori é uma comuna romena localizada no distrito de Hunedoara, na região histórica da Transilvânia. A comuna possui uma área de 386.32 km² e sua população era de 3264 habitantes segundo o censo de 2007.